# Grzegorz Przybył
Grzegorz Przybył (ur. 10 lipca 1960 w Wolborzu) – polski aktor filmowy, telewizyjny, teatralny i dubbingowy, lektor, przedsiębiorca, pisarz, kucharz, restaurator, działacz samorządowy, prawnik, polityk, samorządowiec i działacz sportowy. W 1983 roku ukończył PWSFTviT w Łodzi.

## Odznaczenia i nagrody
- 2002: Brązowy Krzyż Zasługi
- 2001: XXVI Opolskie Konfrontacje Teatralne, wyróżniony za wcielenie się w roli Konrada w sztuce Wyzwolenie autorstwa Stanisława Wyspiańskiego
- 2000 – Nagroda im. Leny Starke otrzymana w Teatrze Śląskim za wcielenie się w rolę Ferdynanda w sztuce „Intryga i miłość”
- 1993 – Złota Maska za rolę tytułową w „Don Juanie”

## Występy przed kamerą
- 2020: Mały zgon – Stefan
- 2017: Diagnoza – detektyw (odc. 1)
- 2013: Prawo Agaty – hrabia Rylski (odc. 45)
- 2010: Wydalony
- 2010–2011: Usta usta – policjant Jan
- 2010–2011: Prosto w serce – Michał Czewski – bokser, trener i promotor Moniki Milewskiej
- 2009: Naznaczony – Skowroński, agent Agencji Rządowej
- 2008–2011: Czas honoru – bokser Franciszek Szymulski
- 2008–2009: 39 i pół – oficer/sierżant
- 2007: Tajemnica twierdzy szyfrów – kierowca z blizną
- 2006: Szklane usta – ojciec
- 2005: Oda do radości – mąż szefowej
- 2004–2008: Kryminalni – Kisiel
- 1999–2008: Święta wojna – Misiek
- 1997–2010: Złotopolscy – generał James Moon
- 1995: Opowieść o Józefie Szwejku i jego najjaśniejszej epoce
- 1983–2005: Sensacje XX wieku

## Polski dubbing
- 2009: W pogardzie i chwale. Wojciech Korfanty – Lektor
- 2009: Bitwa Wyrska – narrator
- 2008: Iron Man: Armored Adventures – Obadiah Stane
- 2007: Johnny Kapahala: Z powrotem na fali – Johnny „Tsunami” Kapahala
- 2004–2006: W.I.T.C.H. Czarodziejki –
  - Lektor (odc. 27-39),
  - Tridart
- 2003–2006: Sonic X – Shadow
- 2002–2006: Dziwne przypadki w Blake Holsey High – John Bolch
- 2001–2002: Król szamanów –
  - Rio,
  - Silva
- 2001: Nowe przygody Lucky Luke’a –
  - Lucky Luke,
  - Różne głosy
- 2001: Odlotowe agentki –
  - Jerry,
  - Różne głosy
- 2000–2001: Wyścigi NASCAR –
  - Mark „Charger” McCutchen,
  - Garner Rexton
- 2000: Wunschpunsch –
  - Jakub,
  - tłum ludzi (odc. 1, 20, 23, 44-45, 49-50),
  - koza (odc. 2, 17),
  - pracownik kina (odc. 6),
  - Maurycy (jedna scena – błąd dubbingu, odc. 9),
  - kucharz w programie kulinarnym (odc. 10),
  - urządzenia elektryczne (odc. 10),
  - toster (odc. 10),
  - dzieci na lekcji profesora Perfidiusza (odc. 12),
  - Wielki Zły Wilk (odc. 14),
  - policjant (odc. 18, 29, 41),
  - fryzjer (odc. 21),
  - mężczyzna zmieniony w kurczaka (odc. 21),
  - kierowca białego kabrioletu (odc. 23),
  - mężczyzna w łazience (odc. 23),
  - chudy pracownik zapory wodnej (odc. 23),
  - listonosz (odc. 29),
  - brodaty lekarz (odc. 30),
  - blondwłosy mężczyzna sklejający plakat na budynku (odc. 32),
  - kelner (odc. 33),
  - pan Sikawkowy – szef strażaków (odc. 33),
  - ojciec jednego z dzieci (odc. 37),
  - rudowłosy mężczyzna wściekający się na ukochaną (odc. 40),
  - tłum mężczyzn zakochanych w Tyranii (odc. 41),
  - król Artur (odc. 42),
  - koza (1532) (odc. 42),
  - hipopotam Robert (odc. 43),
  - siwowłosy więzień (odc. 43),
  - gruby pracownik rafinerii (odc. 44),
  - skłóceni mężczyźni w parku (odc. 44),
  - pracownicy rafinerii (odc. 44),
  - mechanik (odc. 49),
  - wąsaty mężczyzna oskarżający o kłamstwo (odc. 49),
  - szef kontroli lotów (odc. 49),
  - robotnik kierujący spychacz (odc. 49),
  - mężczyzna karmiący gołębie (odc. 49),
  - jubiler (odc. 49),
  - tłum ludzi we śnie Maurycego (odc. 50),
  - burmistrz Blaga (jedna scena – błąd dubbingu odc. 50),
  - tłum ludzi na rozdaniu nagród we śnie Barbary Papli (odc. 50),
  - tłum ludzi we śnie burmistrza Blagi (odc. 50),
  - mężczyźni wyciągający opony z samochodów (odc. 52)
- 1998: Faceci w bieli – Roy